# Heinrich Rudolf von Zedtwitz
Heinrich Rudolf von Zedtwitz (* 9. Februar 1819 in Bad Kösen; † 5. Oktober 1901 in Hannover) war ein preußischer Generalmajor und Kommandant der Festung Wesel.

## Leben

### Herkunft
Seine Eltern waren der Oberfloßkommissar Anton Ferdinand von Zedtwitz (1781–1861) und dessen Ehefrau Karoline, geborene von Holleben. Seine Mutter war eine Schwester des Generals Heinrich von Holleben.

### Militärkarriere
Zedtwitz besuchte 1833 zunächst die Schule in Schulpforta, wechselte aber am 1. August 1834 an die Militärvorschule des Majors Benicken in Erfurt. Am 21. Oktober 1835 trat er als Musketier in das 27. Infanterie-Regiment der Preußischen Armee ein, avancierte bis Anfang Juni 1838 zum überzähligen Sekondeleutnant und wurde am 21. Dezember 1839 zunächst über den Etat einrangiert sowie am 30. März 1840 in den Etat übernommen.
Vom 13. Oktober 1844 bis zum 18. Juli 1845 war er zur weiteren Ausbildung an die Allgemeine Kriegsschule kommandiert und war vom 1. Oktober 1846 bis zum 30. September 1847 im 4. kombinierten Reserve-Bataillon. Als Premierleutnant war er vom 12. Dezember 1849 bis zum 17. Februar 1851 dort Kompanieführer. Daran schloss sich bis zum 1. Februar 1854 seine Kommandierung als Kompanieführer im I. Bataillon des 27. Landwehr-Regiments an. Nach seiner Rückkehr wurde Zedtwitz am 12. Dezember 1857 Kompaniechef in seinem Stammregiment. Während der Mobilmachung anlässlich des Sardinischen Krieges war er vom 16. Juni bis zum 25. Juli 1859 wieder Kompaniechef beim mobilen I. Bataillon im 27. Landwehr-Regiment.
Am 10. Februar 1863 wurde Zedtwitz als Major in das 4. Magdeburgische Infanterie-Regiment Nr. 67 versetzt und am 7. Dezember 1864 zum Kommandeur des II. Bataillons ernannt. Während des Krieges gegen Österreich kämpfte er 1866 bei Münchengrätz, Preßburg und Königgrätz. Dafür wurde er am 20. September 1866 mit dem Roten Adlerorden III. Klasse mit Schwertern ausgezeichnet und am 31. Dezember 1866 mit Patent vom 30. Oktober 1866 zum Oberstleutnant befördert.
Am 26. Mai 1867 übernahm Zedtwitz das Füsilier-Bataillon und wurde am 27. April 1869 unter Stellung à la suite seines Regiments zum Kommandanten von Wittenberg ernannt. In dieser Stellung erhielt er am 18. Juni 1869 den Charakter als Oberst und am 26. Juli 1870 das Patent zu seinem Dienstgrad. Nachdem er am 2. Mai 1874 den Charakter als Generalmajor erhalten hatte, wurde er am 22. August 1874 Kommandant der Festung Wesel. Er erhielt am 8. September 1877 den Kronen-Orden II. Klasse mit Schwertern. Unter Verleihung des Roten Adlerordens II. Klasse mit Eichenlaub und Schwertern am Ringe wurde Zedtwitz am 26. November 1878 mit Pension zur Disposition gestellt. Er starb am 5. Oktober 1901 in Hannover.

### Familie
Er heiratete am 3. November 1848 in Magdeburg Charlotte Julie Elwine Hundrich (1830–1908), eine Tochter des Justizrates August Wilhelm Ludwig Hundrich. Das Paar hatte mehrere Kinder:
- Marie (* 1850) ⚭ Hoffmann, Divisionspfarrer
- Udo (* 1852)
- Elisabeth (* 1854)
- Johannes (* 1856)
- Ludwig (* 1857), preußischer Hauptmann
- Frieda (* 1859)
- Karoline (* 1861)
- Rudolf (* 1862)
- Gertrud (* 1867)